# Nela Pamuković
Nela Pamuković (Šibenik, 25. prosinca 1959.), hrvatska feministička, lezbijska i mirovna aktivistica. Jedna je od pionirki drugog vala feminističkog pokreta u Hrvatskoj. Trenutačna je koordinatorica Centra za žene žrtve rata – Rosa.

## Životopis
Nela Pamuković je rođena 1959. u Šibeniku. Odrasla je u Drnišu. Prije nego što je ušla u svijet feminističkog aktivizma, studirala je pravo. Godine 1987. priodružuje se feminističkom pokretu i postaje članica lezbijske skupine Lila inicijative, osnovane 1989. godine u Zagrebu. Od tada je postala aktivna članica više ženskih organizacija i pokreta u Hrvatskoj, te je bila ključna osoba u izgradnji mreže feminističkih zajednica u SFR Jugoslaviji. Godine 1991. je postala članica Anti-ratne kampanje Hrvatske, da bi 1992. za vrijeme rata u Bosni i Hercegovini osnovala u Zagrebu Centar za žene žrtve rata – Rosa. Od 1993. je koordinatorica te nevladine organizacije, koja pruža podršku ženama koje su preživjele rat, trgovinu ljudima i seksualno iskorištavanje uz savjetovanje, pristup pravnim uslugama i drugu praktičnu pomoć. Predavačica je povijesti lezbijskog i feminističkog pokreta u Centru za ženske studije u Zagrebu. 
Pamukovićeva je suosnivačica i sukoordinatorica lezbijske grupe Kontra od 1997. godine. Jedna je od osnivača Zagreb Pridea, koji su 2002. godine prvi put organizirali Kontra i Iskorak. Bila je članica Organizacijskog odbora Zagreb Pridea od 2002. do 2006. godine, te s Vesnom Teršelič predstavnica Hrvatske u Koordinacijskom vijeću Koalicije za REKOM od 2009. do 2014. godine. Aktivistica je u Ženskoj mreži Hrvatske, Koaliciji ženskih skupina SEKA i Europskom opservatoriju za nasilje nad ženama.
Potpisnica je Deklaracije o zajedničkom jeziku, u kojoj se tvrdi da se u Hrvatskoj, Bosni i Hercegovini, Srbiji i Crnoj Gori govore nacionalne standardne varijante zajedničkog policentričnog standardnog jezika.

## Vanjske poveznice
- Meet Nela Pamukovic, Croatia